# Muelle de colchón

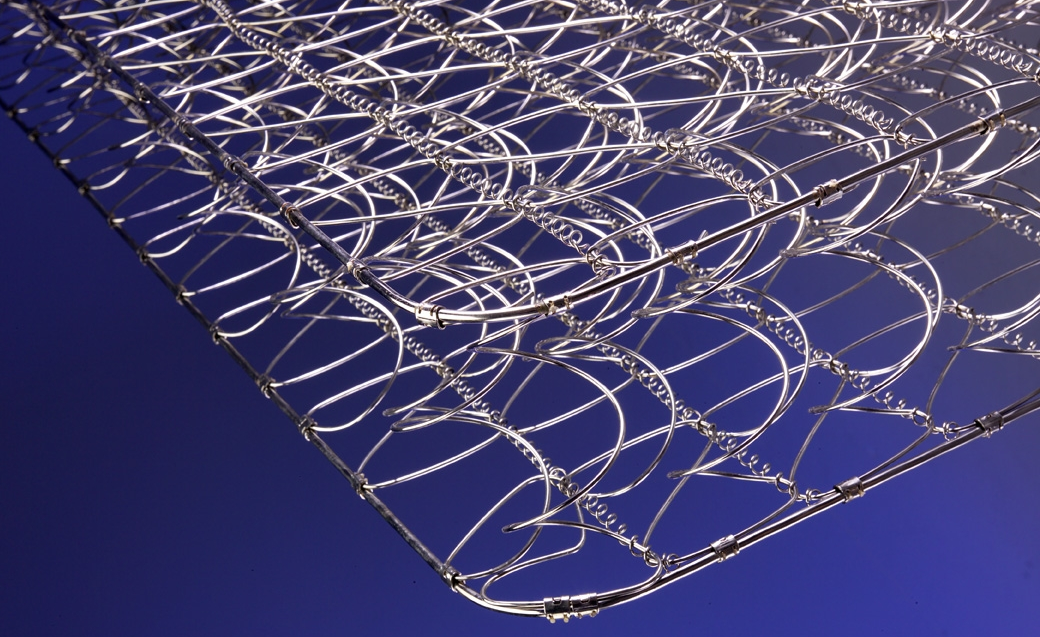
Estructura del muelle de un colchón

Los muelles de colchón son un tipo de resortes helicoidales que forman la estructura interna de un colchón. En los últimos años, se están utilizando pequeños "micro-muelles" en la tapicería de los colchones (capa de confort), principalmente en combinación con un núcleo formado por una retícula de alambre (construcción de "muelle sobre muelle"), pero a veces también con otros tipos de núcleos. 
Los muelles de colchón se introdujeron a mediados del siglo XIX y siguen siendo populares en el siglo XXI, particularmente en los Estados Unidos. 

## Tipos
Hay cuatro tipos de muelles de colchón. Una característica clave es el "nivel de respuesta", ligado con el cambio en la firmeza a medida que se comprime el resorte, inicialmente blando, para ajustarse al cuerpo, luego duro, para proporcionar un soporte adecuado. En orden creciente de nivel de respuesta y coste, los principales tipos son:
- Muelles continuos, con una configuración de resortes internos en la que las filas de muelles se forman a partir de un único alambre. Funcionan con un efecto similar al de los muelles helicoidales.
- Muelles Bonnell. Son las más antiguos y comunes. Es una adaptación del sistema utilizado en los asientos de los carruajes del siglo XIX. Habituales en los colchones de precio medio, son una serie de resortes de alambre de acero con forma de reloj de arena, anudados anudados entre sí y a un marco exterior también de alambre. Cuando se unen con un armazón de alambres cruzados, forman una unidad interior simple, conocida como unidad Bonnell. Los resortes de acero hacen que la construcción del colchón con muelles internos trabaje correctamente, pero no proporcionan un reparto de la presión tan eficaz como los colchones de espuma viscoelástica.[3]
- Muelles compensados. Están formados por resortes con forma de reloj de arena, en los que las espiras superior e inferior se han aplanado. Al ensamblar el conjunto, estos segmentos planos de alambre se articulan con alambres helicoidales. El efecto de articulación de la unidad está diseñado para adaptarse a la forma del cuerpo. Los muelles LFK ("Left Facing Knot", nudo orientado hacia la izquierda) utilizan muelles con forma cilíndrica o columnar.
- Muelles Marshall. También conocidos como muelles ensacados o resortes de bolsillo, carecen de nudos de enlace con alambre de calibre delgado. Tienen forma de barril, y están envueltos individualmente en bolsillos de tela, normalmente una tela de fibra artificial no tejida. Algunos fabricantes precomprimen estas bobinas, lo que hace que el colchón sea más firme, y permite la separación del movimiento entre los lados de la cama. Como los resortes no están conectados entre sí, funcionan de manera más o menos independiente: el peso en un resorte no afecta a sus vecinos. Esto les permite reaccionar a la presión de forma independiente en lugar de hacerlo de forma conjunta, lo que minimiza el movimiento y permite una sensación más flotante.[4] Más de la mitad de los consumidores que participaron en una encuesta habían optado por comprar colchones de muelles de este tipo.[5]

## Historia
Si bien los resortes helicoidales se inventaron en el siglo XV, no se usaron en colchones hasta mediados del siglo XIX, tras generalizarse el uso de los muelles de tapicería en muebles y carruajes. 
Los micro muelles se introdujeron a principios del siglo XXI.
El muelle helicoidal de cama fue patentado por Louis Andrew Vargha. Algunos comentarios sobre los colchones de muelles tradicionales traslucen quejas comunes, como la degeneración de los muelles que pueden producir pinchazos, y el ruido producido por los resortes en momentos íntimos o durante el descanso.

## Fabricantes
El mercado de los muelles de colchones está bastante concentrado. Los principales proveedores son Leggett & Platt (fundada en 1883) de Carthage, Misuri, y AGRO International (fundada en 1948) de Bad Essen, Alemania. Otros fabricantes son HSM Solutions (formalmente Hickory Springs, fundada en 1944) de Hickory, Carolina del Norte; Spinks (fundada en 1840) en Leeds, Reino Unido y la compañía española Subiñas (fundada en 1959) en Mungia, provincia Vizcaya. Raha es el principal fabricante de muelles para colchones en la región del Golfo. El colchón Cloudnine es el segmento de lujo de Poly Products, fabricante de colchones Raha. "Divine Sleep" es un nombre conocido entre los fabricantes canadienses de colchones de muelles.